# Halowe Mistrzostwa Świata w Lekkoatletyce 2014 – sztafeta 4 × 400 m kobiet
Sztafeta 4 × 400 metrów kobiet – jedna z konkurencji biegowych rozgrywanych podczas 15. halowych lekkoatletycznych mistrzostw świata na Ergo Arenie w Sopocie.
Tytułu mistrzowskiego nie obroniły Brytyjki, zdobywając brązowy medal.

## Rekordy
W poniższej tabeli przedstawiono (według stanu przed rozpoczęciem mistrzostw) rekordy świata, poszczególnych kontynentów oraz halowych mistrzostw świata.
|                                   | Reprezentacja     | Wynik   | Miejsce   | Data                  |
| --------------------------------- | ----------------- | ------- | --------- | --------------------- |
| Halowy rekord świata              | Rosja             | 3:23,37 | Glasgow   | 28 stycznia 2006(dts) |
| Rekord halowych mistrzostw świata | Rosja             | 3:23,88 | Budapeszt | 7 marca 2004(dts)     |
| Halowy rekord Ameryki Północnej   | Stany Zjednoczone | 3:27,34 | Doha      | 28 stycznia 2006(dts) |
| Halowy rekord Australii i Oceanii | Australia         | 3:26,87 | Maebashi  | 7 marca 1999(dts)     |
| Halowy rekord Azji                | Indie             | 3:37,46 | Doha      | 16 lutego 2008(dts)   |
| Halowy rekord Europy              | Rosja             | 3:23,37 | Glasgow   | 28 stycznia 2006(dts) |

## Terminarz
| Data         | Godzina | Runda      |
| ------------ | ------- | ---------- |
| 8 marca 2014 | 10:15   | Eliminacje |
| 8 marca 2014 | 18:50   | Finał      |

## Rezultaty

### Eliminacje
Awans: Pierwsze dwie z każdego biegu (Q) oraz dwie z najlepszymi czasami wśród przegranych (q).
| Pozycja | Bieg | Reprezentacja     | Zawodniczki                                                                | Czas    | Uwagi |
| ------- | ---- | ----------------- | -------------------------------------------------------------------------- | ------- | ----- |
| 1.      | 2    | Stany Zjednoczone | Natasha Hastings, Jernail Hayes, Monica Hargrove, Cassandra Tate           | 3:29,06 | Q, WL |
| 2.      | 2    | Jamajka           | Verone Chambers, Anneisha McLaughlin, Natoya Goule, Stephanie McPherson    | 3:29,43 | Q,    |
| 3.      | 2    | Polska            | Ewelina Ptak, Patrycja Wyciszkiewicz, Joanna Linkiewicz, Małgorzata Hołub  | 3:29,48 | q,    |
| 4.      | 2    | Nigeria           | Omolara Omotoso, Patience Okon George, Bukola Abogunloko, Folashade Abugan | 3:29,67 | q,    |
| 5.      | 1    | Wielka Brytania   | Eilidh Child, Shana Cox, Victoria Ohuruogu, Christine Ohuruogu             | 3:30,60 | Q,    |
| 6.      | 1    | Rosja             | Olga Towarnowa, Irina Dawydowa, Julija Tieriechowa, Natalja Nazarowa       | 3:30,87 | Q,    |
| 7.      | 1    | Włochy            | Maria Enrica Spacca, Elena Maria Bonfanti, Marta Milani, Chiara Bazzoni    | 3:31,99 | NR    |
| 8.      | 1    | Rumunia           | Adelina Pastor, Alina Andreea Panainte, Sandra Belgyan, Bianca Răzor       | 3:38,18 | SB    |

### Finał

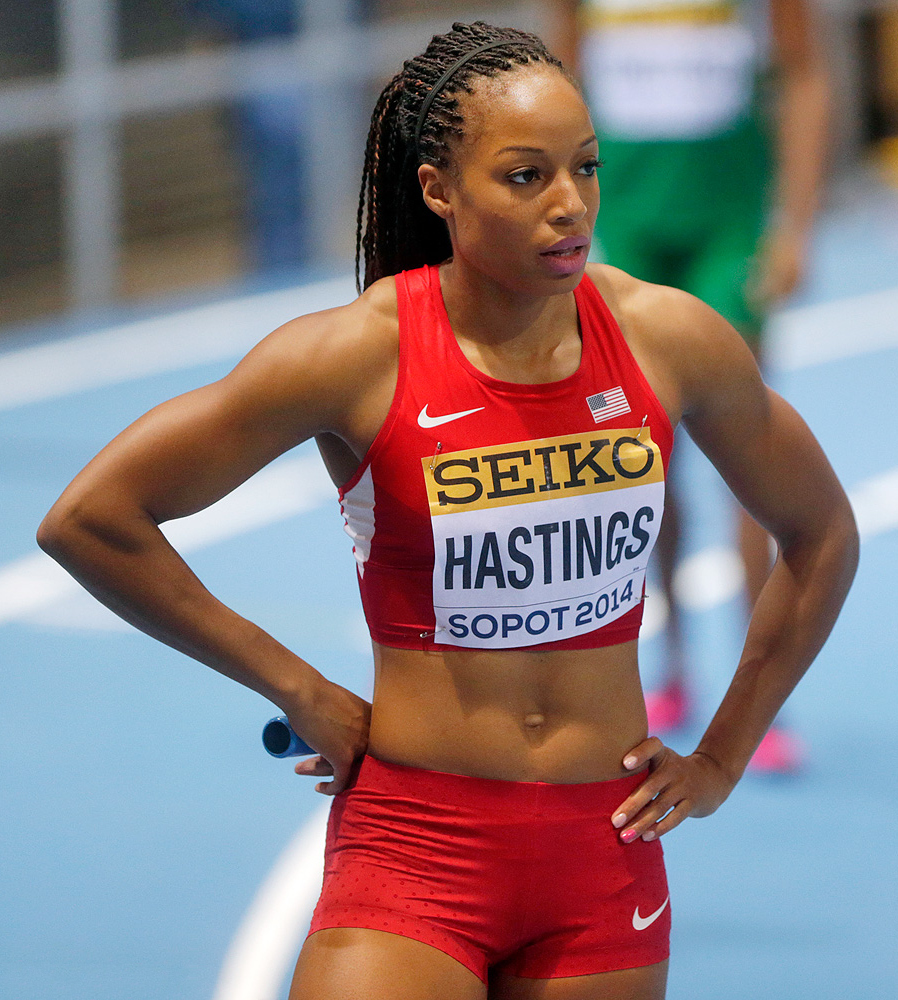
Natasha Hastings, jedna z biegaczek zwycięskiej drużyny.

| Pozycja | Reprezentacja     | Zawodniczki                                                                | Czas          | Uwagi |
| ------- | ----------------- | -------------------------------------------------------------------------- | ------------- | ----- |
| 01 !    | Stany Zjednoczone | Natasha Hastings, Joanna Atkins, Francena McCorory, Cassandra Tate         | 3:24,83       | WL,   |
| 02 !    | Jamajka           | Patricia Hall, Anneisha McLaughlin, Kaliese Spencer, Stephanie McPherson   | 3:26,54       | NR    |
| 03 !    | Wielka Brytania   | Eilidh Child, Shana Cox, Margaret Adeoye, Christine Ohuruogu               | 3:27,90       | SB    |
| 4.      | Polska            | Ewelina Ptak, Małgorzata Hołub, Patrycja Wyciszkiewicz, Justyna Święty     | 3:29,89       |       |
| 5.      | Nigeria           | Omolara Omotoso, Folashade Abugan, Bukola Abogunloko, Patience Okon George | 3:31,59       |       |
| DSQ (4) | Rosja             | Olga Tovarnowa, Alona Tamkowa, Julija Tierechowa, Ksienija Ryżowa          | DSQ (3:28.39) | (SB)  |